# Eero Hatva
Eero Viljam Hatva (ursprungligen Hahl), född 1872, var en finländsk jordbruksexpert och politiker.
Under flera år var han ledamot av enkammaren för agrarpartiet, och biträdande jordbruksminister 1919-21, kommunikationsminister 1924, samt överdirektör och chef för Kolonisationsstyrelsen från 1926.